# مک‌دانل ایکس‌اچ‌جی‌اچ ویرلاوی
مک‌دانل ایکس‌اچ‌جی‌اچ ویرلاوی (به انگلیسی: McDonnell XHJH Whirlaway) یک هواگرد ساختِ کارخانهٔ مک‌دانل در کشور ایالات متحده آمریکا است . این هواگرد برای نخستین بار در ۱ اوت ۱۹۴۴ میلادی مورد استفاده قرار گرفت.